# Apomys sacobianus
Apomys sacobianus es una especie de roedor de la familia Muridae.

## Distribución geográfica
Son endémicos de los montanos de Luzón (Filipinas). 

## Hábitat
Su hábitat natural son los bosques secos de clima tropical o subtropical.

## Estado de conservación
Se encuentra amenazada de extinción por la pérdida de su hábitat natural.